# آدم كازماريك
آدم كازماريك (بالبولندية: Adam Kaczmarek)‏ هو لاعب رماية بولندي، ولد في 17 أكتوبر 1961.

## وصلات خارجية
- آدم كازماريك على موقع أوليمبيديا (الإنجليزية)
- آدم كازماريك على موقع اللجنة الأولمبية البولندية (مؤرشف) (البولندية)